# Sophienterrasse
Die Sophienterrasse ist eine kurze Straße in Hamburg-Harvestehude, deren Fortsetzung der „Alsterkamp“ ist. Sie ist nicht identisch mit dem angrenzenden Quartier Sophienterrassen. Teile der Wohnbebauung stehen als Ensemble unter Denkmalschutz. Die Fassade des 1936 erbauten Gebäudes für das Generalkommando der Wehrmacht prägt das Straßenbild.

## Geschichte und Bebauung

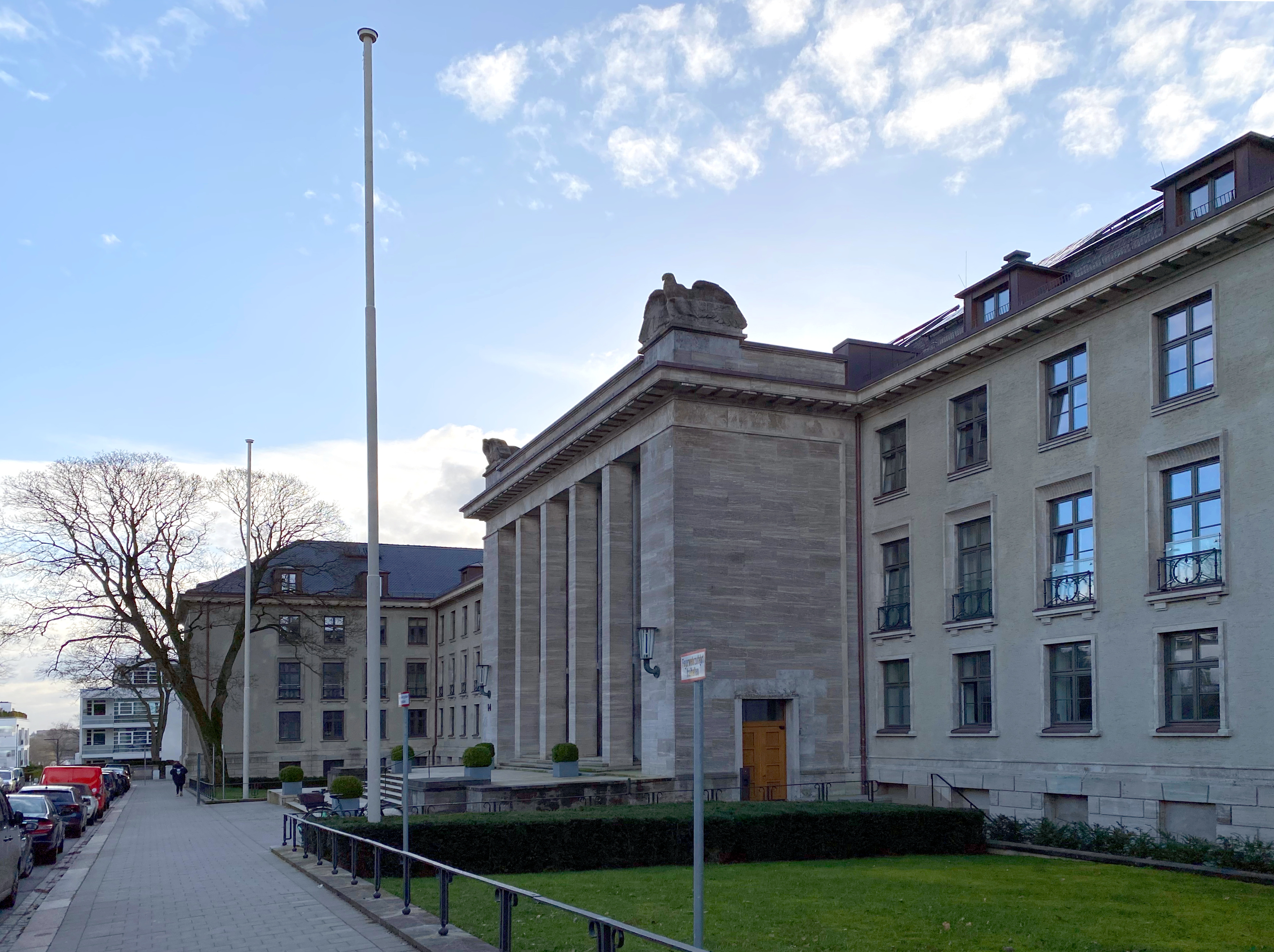
Ehemalige Standortkommandantur, heute Eigentumswohnungen (Sophienterrasse 14)

1860 wurde der Kaufmann und spätere Konsul Julius Friedrich Wilhelm Reimers Eigentümer der Grundstücke Harvestehuder Weg Nr. 28 bis 36, die bis an den Mittelweg heranreichten. Zur Erschließung legte er 1861 eine Privatstraße an und benannte sie nach seiner Frau Maria Sophie Frederica Reimers (1826–1918) Sophienterrasse. Auf dem Grundstück ließ Reimers mutmaßlich in den 1860er Jahren die „Villa Sophia“, einen „von Zinnen bewehrten, palaisartiges Bau“, mit Zugang zum Harvestehuder Weg errichten. Um 1861 wurden die Häuser Sophienterrasse 7–9 erbaut. „Ein hervorragendes Beispiel für den „reinen“ Bauhausstil mit Reihenvillenkomplex“ ist die von Semmy Engel und dessen Sohn entworfene Anlage Sophienterrasse 11/Alsterkamp.

### Ehemalige Standortkommandantur
Der große Mittelteil des Geländes mit Villa wurde 1935 vom Deutschen Reich gekauft. Dort wurde eine monumentale Dreiflügelanlage mit einem durch strenge Pfeiler geordnetem Mittelrisalit für das Generalkommando des Wehrkreises X der Wehrmacht gebaut. Neben dem Hauptgebäude (Sophienterrasse 14) entstanden verschiedene Wirtschaftsgebäude. Die Entwürfe stammten von den Architekten Distel & Grubitz. Die „Villa Sophia“ wurde durch den Kommandierenden General des X. Armeekorps, General Wilhelm Knochenhauer (1878–1939), bezogen. Von 1939 bis 1945 hieß die Sophienterrasse nach dem verstorbenen General – General-Knochenhauer-Straße.
Vor Kriegsausbruch hatte Admiral Wilhelm Canaris hier die größte Außenstelle der deutschen Abwehr eingerichtet, die in Wirklichkeit Auslandsspionage betrieb.
Nach dem Krieg kamen britische Truppen in dem Militärgelände unter. Von 1956 bis 2005 war dort das Standortkommando der Bundeswehr in Hamburg untergebracht, daneben auch andere Diensteinheiten (siehe Bundeswehr-Liegenschaften in Hamburg). Nach dem Abzug der Bundeswehr war die künftige Nutzung umstritten.
Das Bundesfinanzministerium verkaufte 2006 die rund 44.000 Quadratmeter große Liegenschaft, welche bis an den Harvestehuder Weg reicht, für einen geschätzten Kaufpreis zwischen 35 und 40 Millionen Euro an die Frankonia Eurobau Investment. Nach längeren Auseinandersetzungen wurde für das Grundstück ein neuer Bebauungsplan erstellt, der die Errichtung von Wohnungen und Büros vorsah. Das ehemalige Standortkommando der Bundeswehr an der Sophienterrasse 14 wurde von 2012 bis Ende 2016 als Teil des Immobilienprojekts Sophienterrassen zu einem Appartementhaus umgebaut. Die massive Fassade und das Treppenhaus blieben aus Gründen des Denkmalschutzes erhalten. Das Gebäude wurde jedoch fast komplett entkernt und grundlegend saniert. In dem nunmehr als „Sophienpalais“ bezeichneten Gebäudekomplex entstanden insgesamt 105 Wohnungen.

### Auseinandersetzungen um die Sophienterrasse 1a

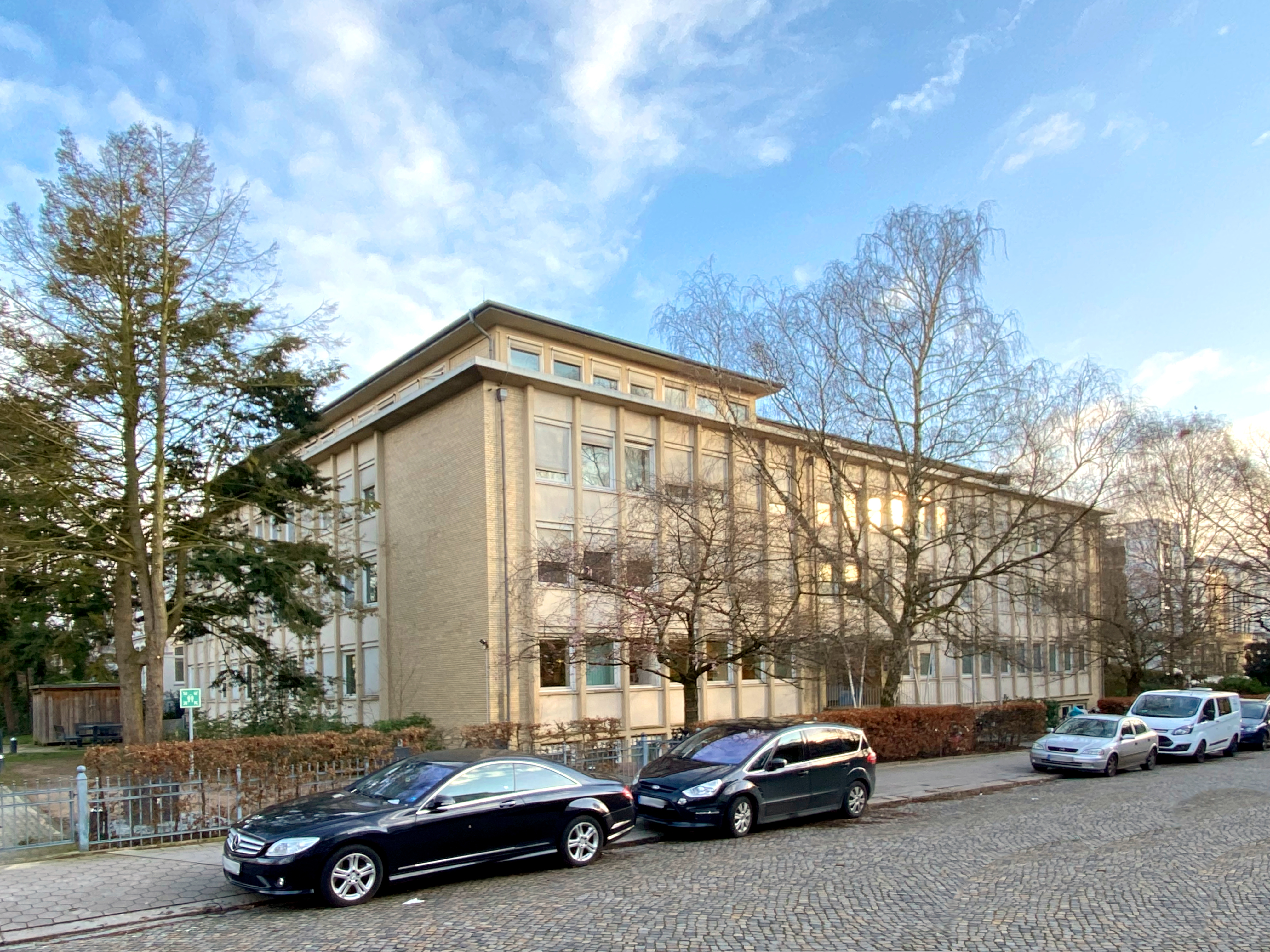
Ehemaliges Kreiswehrersatzamt, von 2016 bis 2024 Flüchtlingsheim (Sophienterrasse 1a)

An der Hausnummer Sophienterrasse 1a, Ecke Mittelweg, befindet sich das ehemalige Kreiswehrersatzamt der Bundeswehr. Das Gebäude war Mitte der 50er Jahre als Zentrale für den Mineralölkonzern ESSO errichtet worden und Mitte der 70er Jahre verlassen worden. Das Gebäude sollte zu einem Flüchtlingsheim für rund 200 Asylberechtigte in 23 Wohneinheiten umgebaut werden. Eine Baugenehmigung wurde 2014 erteilt. Betroffene Anwohner klagten jedoch dagegen, woraufhin die Bezirksverwaltung im Bebauungsplan Harvestehude 15 die Fläche für den Gemeinbedarf änderte. Stadt und klagende Anwohner schlossen 2015 einen Vergleich. Dabei reduzierte die Stadt die Kapazität auf 190 Menschen, die Nutzung als Flüchtlingsunterkunft endet 2024. 2016 wurde das umgebaute Gebäude von Flüchtlingen bezogen, beschränkt auf 190 Bewohner in 23 Wohnungen.